# ガーソン県
ガーソン県（ガーソンけん、ベトナム語：Huyện Nga Sơn / 縣峨山? ）は、ベトナム社会主義共和国タインホア省の県。面積は144.95 km²、人口は155,200人（2016年）である。

## 行政区画
1市鎮23社を管轄する。